# Sant Pere d'Arsèguel
Sant Pere d'Arsèguel és una obra del municipi d'Arsèguel (Alt Urgell) protegida com a bé cultural d'interès local.

## Descripció
Les restes de l'església de Sant Pere d'Arsèguel configuren un recinte de planta rectangular, de capçalera plana orientada a llevant i coberta enrunada des de fa molt temps. Els murs més ben conservats són els de tramuntana i ponent, mentre que el mur de migdia, on hi havia la porta d'accés, està parcialment ensorrat. La forma triangular del coronament del mur de ponent fa pensar en l'existència d'una coberta de fust de doble vessant, sense volta, tot i que no es pot saber del cert.
El parament dels murs està fet a base de carreus toscament desbastats col·locats en filades més o menys regulars. Tant a l'interior com a l'exterior de l'església hi ha restes de d'arrebossat de calç.
No sabem com era la porta pel que fa a la resta d'obertures resta la meitat inferior d'una finestra de doble esqueixada al mur de migdia i una altra finestra situada a la capçalera és coronada per un arc de mig punt.
El conjunt es troba envaït per la vegetació que fa perillar l'estructura. Fora del temple hi ha un mur baix fet amb pedra seca que és possible que fes de tanca de l'església.

## Història
L'esment més antic d'una església dedicada a sant Pere dins del terme d'Arsèguel és de l'any 1092, en la publicació sacramental del testament de Bernat Transver, que deixa a aquesta església una part de les terres que tenia a la vila d'Arsèguel. Guillem Bernat en el seu testament, d'11 d'octubre de 1116, fa una donació a l'església de sant Pere d'Arsèguel.